# デンカ生研
デンカ生研株式会社（デンカせいけん、英: DENKA SEIKEN Co., Ltd.）は、かつて東京都中央区に本社を置き、ワクチンや医療用検査試薬の製造・販売や輸出入を行っていた企業。

## 主な製品

### ワクチン
- インフルエンザワクチン
- 日本脳炎ワクチン
- 沈降精製三種混合ワクチン
- 沈降ジフテリア破傷風混合トキソイド
- 沈降破傷風ワクチン
- ワイル病秋やみ混合ワクチン　など

### 検査試薬
- 細菌検査試薬
  - 病原大腸菌
  - レジオネラ
  - 肺炎球菌
  - 炭疽菌
  - MRSA　など
- ウイルス検査試薬
  - SARS-CoV-2(新型コロナウイルス)
  - ノロウイルス
- 臨床化学検査試薬
- 免疫血清検査試薬
- 一般生物検査試薬

## 沿革
- 1950年2月11日 - ワクチン・血清等の製造販売を目的に、東京芝浦電気（現・東芝）の100%子会社として株式会社生物理化学研究所を設立。
- 1951年8月28日 - 東芝化学工業株式会社と改称。
- 1979年7月10日 - 東芝の子会社から電気化学工業（現・デンカ）の子会社になる。
- 1982年1月11日 - デンカ生研株式会社（現社名）に改称。
- 1999年12月3日 - 株式を店頭市場に登録（現在のジャスダック）。
- 2008年4月1日 - 株式交換により、電気化学工業（現・デンカ）の完全子会社化（3月26日上場廃止）。
- 2020年4月1日　- デンカに吸収合併され、ライフイノベーション部門の一部（ワクチン・診断薬事業本部）となる。

## 事業所
- 本社（東京都中央区）
- 支店：東京、大阪
- 営業所：札幌、仙台、名古屋、広島、福岡
- 工場：新潟工場、鏡田工場（新潟県五泉市）

## 関連会社（海外法人）
- DENKA SEIKEN UK LIMITED
- DENKA SEIKEN USA INCORPORATED
- DENKA SEIKEN (SHANGHAI) Co.,Ltd.